# Cayla (rivière)
Pour les articles homonymes, voir Cayla.
Le Cayla est un ruisseau français du Massif central, affluent du Tolerme, qui coule dans le département du Lot.

## Étymologie
Cayla(r) vient d'un ancien mot occitan qui signifie château-fort, maison forte, du latin castellare. C'est donc un nom de rivière emprunté à un toponyme.

## Géographie
Le Cayla prend sa source à près de 700 mètres d'altitude, dans le Quercy, à un kilomètre au nord de Labastide-du-Haut-Mont.
Il borde Sousceyrac puis rejoint le Tolerme en rive droite juste en amont de Latouille-Lentillac.

## Principaux affluent
- Le ruisseau de la Millière qui prend sa source à Pontverny dans la commune de Calviac

- Le ruisseau de Simon qui prend sa source au hameau de Mazambert

## À voir
Les gorges du Cayla et la cascade du Saut-Grand, haute de 15 mètres, entre Lentillac et Latouille.